# Valantia lainzii
Valantia lainzii är en måreväxtart som beskrevs av Juan Antonio Devesa och Ortega Oliv.. Valantia lainzii ingår i släktet Valantia och familjen måreväxter. Inga underarter finns listade i Catalogue of Life.